# Pointe de Pen Lan
La pointe de Pen Lan est une presqu'île rocheuse s'avançant dans l'océan Atlantique, sur la commune de Billiers (Morbihan). Elle constitue la limite nord de l'estuaire de la Vilaine, ainsi que la limite de l'embouchure de la rivière Saint-Éloi.

## Toponymie
Pen Lan signifie « pointe de la lande » en breton. C'est donc un pléonasme de parler de la pointe de Pen Lan.

## Histoire
Les plus anciennes traces de peuplement sur le territoire de Billiers – deux dolmens – remontent à l’époque néolithique, « âge de la pierre nouvelle », soit entre 4 500 et 2 000 ans avant notre ère.
Autrefois, l’église paroissiale de Billiers était entourée d’un cimetière qui fut désaffecté en 1939 et arasé en 1956 pour faire place à un parking. Lors du déblaiement, on découvrit dans les couches profondes des ossements particulièrement grands, contrastant avec la morphologie des habitants de la région. On en conclut qu’il pouvait s’agir des restes des Normands qui se seraient installés à Pen Lan au IXe siècle.
Les rochers de la pointe sont à nouveau les témoins du passage des drakkars en 919. Ils sont menés par Bjarnhard, « Fort comme un ours ». Remontant la rivière, le chef viking décide de s’installer sur un promontoire rocheux situé à environ 16 kilomètres de l’embouchure, qui deviendra, bien des années plus tard, la ville de La Roche-Bernard.

### Le fort de Pennlan
Le cardinal de Richelieu, ministre du roi Louis XIII, gouverneur de la province à partir de 1631, remédie au point faible de la Bretagne en créant une milice garde-côte chargée de la défense du littoral. Ainsi, chaque paroisse bordée par la mer doit tenir à disposition des hommes armés et construire des corps de garde destinés à les abriter. La côte bretonne voit alors se multiplier ces petites constructions en pierre. La pointe de Pen Lan, formant une avancée dans l’estuaire de la Vilaine, constituait un emplacement tout désigné pour surveiller l’entrée de la rivière et, au besoin, en protéger ou interdire l’accès, suivant les circonstances. De ce fait, le « corps de garde de Pennelan », mentionné dans un texte du XVIIe siècle, voit le jour sur les rochers de l’entrée de la Vilaine, lieu qui portera plus tard le nom de Roche-Vilaine. Tourné vers l’océan, il abrite des garde-côtes qui, à tour de rôle, surveillent les navires passant au large. À la moindre alerte, un signal est hissé sur un mât et l’annonce d’une attaque est retransmise tout au long des côtes, de corps de garde en corps de garde.
Celui de « Pennelan » voit passer de nombreux bateaux ennemis, attirés par les possibilités d’invasion offertes par la rivière toute proche. Pourtant, il est armé pour s’y opposer. Ses canons tournés vers l’ennemi potentiel dissuadent toute offensive. Les boulets de pierre pleuvent sur les intrus et l’embouchure de la Vilaine est bien gardée. Aucun débarquement ennemi n’est à signaler tout au long du XVIIe siècle.

### La Bataille des Cardinaux
La Bataille des Cardinaux est un épisode sombre de l’histoire de la marine française. Connue aussi sous le nom de Bataille de Quiberon ou Bataille de Monsieur de Conflans, elle vit s’opposer le 20 novembre 1759 la flotte française à la flotte anglaise à quelques miles de l’île d’Hoëdic, près de quatre rochers appelés les Cardinaux en raison de leur disposition.
Pendant guerre de Sept Ans, onze bateaux français viennent se réfugier au pied des rochers de la Pointe de Pen Lan, près du corps de garde, qui est armé de canons supplémentaires destinés à repousser les vaisseaux anglais.
Les bateaux français réussiront peu à peu à entrer dans la Vilaine, mais y resteront bloqués pendant près de deux ans.

### La Révolution et la Chouannerie
Pendant la troisième Chouannerie, Pointe de Pen Lan fut le lieu choisi par Georges Cadoudal et le ministre anglais Windham pour organiser un débarquement d’or, d’armes et de munitions.

### La Pointe de Pen Lan auXIXesiècle
La pointe de Pen Lan, si calme en hiver et très touristique en été, a connu autrefois une importante activité économique qu’il est difficile de s’imaginer aujourd’hui. Il fut un temps où le port bruissait d’animation : les nombreux pêcheurs au large et à pied y croisaient les paludiers et les céréaliers venus embarquer leurs productions. On imagine alors les sons, voiles hissées, accostage des coques contre le quai, bonjours échangés, marchandages des prix d’embarquement, hennissements des chevaux en attente d’une fournée de poissons frétillants, cris des mouettes se chamaillant autour des chaluts… tout ce qui faisait l’atmosphère des ports de pêche tels qu’ils étaient autrefois.
Le sel était aussi au cœur de la vie billiotine. Produit dans les marais aménagés par les moines de Prières, il était l’enjeu d’un trafic important, jugulé laborieusement par des douaniers souvent débordés. 

#### La pêche
Le port de Pen Lan est situé à l’embouchure de la rivière Saint-Éloi qui prend sa source à Pen Mur en Muzillac. Il est soumis aux marées qui remontaient il y a quelques décennies jusqu’à l’écluse de Penesclus – la Pointe de l’Écluse en breton. Le môle-abri date du XIXe siècle, mais le port existait bien avant cette date. En effet, dans un aveu de 1642, il est indiqué que le fief de l’abbaye de Prières s’étendait jusqu’au port et havre de Penlan Au XIXe siècle, ce dernier est décrit comme une anse petite et sûre, abritée par d’immenses rochers ; Billiers n’a alors quelque importance que par son port qui offre un bon échouage et un bon abri mais l’entrée en est difficile par les gros temps de sud-ouest À cette époque, celui-ci servait essentiellement à la pêche, activité principale des habitants de la côte, et au chargement du sel et des céréales produits dans la région.
Un bateau est lié à cet autrefois : la chatte de Billiers, chasse-marée à deux ou trois mats et fond plat, d’une longueur variant de 12 à 14 mètres, ayant la particularité d’être amphidrome, c'est-à-dire de n’avoir ni avant, ni arrière. En effet, le gouvernail pouvait se mettre indifféremment à un bout ou à l’autre du bateau. Ce trait caractéristique permettait aux chattes de naviguer dans un sens ou dans l’autre, en changeant simplement la place de la barre de l’étrave vers l’étambot. Les manœuvres étaient donc facilitées dans les ports ou étiers étroits, comme c’est le cas à Pen Lan.
Les chattes étaient majoritairement construites dans les chantiers Le Goff, implantés à Pen Lan, au bord de la rivière. Quelques-unes étaient issues des chantiers de La Roche-Bernard et Redon. Leur équipage se réduisait à trois hommes : le capitaine, un matelot et un mousse, tous trois mobilisés lorsqu’il fallait changer le gouvernail de place. 
Les propriétaires de ces bateaux étaient principalement des Billiotins, auxquels s’ajoutaient quelques commerçants de Muzillac. Aucun n’était la propriété d’une seule personne : celle-ci était divisée en plusieurs parts, deux en général, avec la moitié pour chacun, quatre avec un quart pour chacun et, plus rarement, trois avec la moitié pour une personne et deux quarts pour deux autres. Les capitaines possédaient fréquemment une part du bateau sur lequel ils naviguaient.
La principale activité de ces bateaux était la pêche au chalut à perche pratiquée « à la vache » grâce au gréement particulier des chattes : un chalut était tiré par le travers. Sa dérive était contrôlée par des filins attachés aux deux extrémités du bateau qui devenaient, selon la nécessité, proue ou poupe. Les pêcheurs partaient pour la journée et ne s’éloignaient pas de plus de trois lieues des côtes, causant quelques mécontentements aux sardiniers qui les accusaient de prélever une part non négligeable des bans. Ils rapportaient de la civelle (jeune anguille) au printemps, de la sole en été, du boucaud (crevettes grises) en automne et de la raie en hiver. Le poisson frais était débarqué au port et transporté à Billiers où il était vendu devant la mairie. Le surplus était expédié dans les villes par le chemin de fer. L. de Serbois rapporte qu’aux environs de 1864, les pêcheurs mettaient leur pêche quotidienne en commun de façon que chacun puisse rentrer joyeux le soir au port : ni celui qui n’a rien pris ne se demande avec anxiété si ses enfants pourront souper, ni celui qui fut plus heureux n’est embarrassé pour montrer ses filets.  Cette anecdote pourrait bien être une réalité puisque la communauté des pêcheurs de Billiers était très soudée. Chaque année, elle formait une procession en l’honneur de Notre-Dame de la Garde, patronne des marins : les hommes partaient de l’église en portant les ex-voto sur des baldaquins et se rendaient jusqu’à la statue de la Vierge installée en 1871 à la sortie du bourg.
Les chattes étaient aussi utilisées pour le bornage (cabotage à très courte distance). Elles permettaient de charger du sel et des céréales pour les acheminer à Redon, en remontant la Vilaine, à Rochefort et à Tonnay-Charente.
Déjà utilisées au XVIIIe siècle, les chattes connaissent un essor important au début du XIXeavec quarante bateaux de ce type immatriculés à Billiers (29 en 1728, 35 et 1793). Apparaissent alors les chaloupes, plus performantes en navigation, qui, comme l’indiquent les archives des douanes, deviennent majoritaires dans la seconde moitié de ce siècle. Cependant, le déclin du port de Pen Lan est déjà amorcé. À la fin du siècle, il ne reste plus qu’une vingtaine de chaloupes en activité. En 1885, 17 navires sont entrés dans le port avec un chargement total de 77 tonneaux de marchandises diverses ; 16 sont sortis, dont trois en partance pour l’étranger, avec 549 tonneaux de produits du pays (sel et céréales). La pêche au large, concurrencée par la pêche industrielle, suit la même tendance. La dernière chaloupe, signalée vers 1934, est le Saint-Pierre-Saint-Paul, appartenant au père Pennedu.
Aujourd’hui, quelques bateaux de pêche perpétuent le souvenir des chattes de Billiers qui ont totalement disparu, avalées par les vases de la Saint-Éloi. Il n’en reste même plus une image pour les évoquer. Les chaloupes ont subi le même sort. Cependant, l’une d’elles a été ressuscitée dans la Belle de Vilaine, réplique unique d’un modèle de 1887, équipée d’un gréement de lougre. Lancée en 1994 au port de Pen Lan, elle a été construite par le chantier Pradelle au Croisic. Aujourd’hui, elle propose des promenades en mer aux amateurs de voile traditionnelle.
La pêche au large n’était pas la seule activité du port de Pen Lan. La traditionnelle pêche à pied a toujours été un avantage pour les habitants de la côte qui pouvaient, à bon compte, augmenter leur ration quotidienne. Par temps de guerre ou de disette, la pêche des huîtres, moules, palourdes et crevettes était intense. Elle existait donc au XIXe siècle et, contrairement à la pêche au large, elle est toujours d’actualité. Les grandes marées d’équinoxe provoquent la disparition des flots et la venue d’une horde formidable, armée jusqu’aux dents de bottes, paniers, râteaux et filets, que la gendarmerie se doit de juguler pour protéger les fonds.

#### Le sel
Le sel embarqué sur les chattes et chaloupes de Billiers était produit à l’entrée de la pointe de Pen Lan. Cette zone, particulièrement marécageuse, constituait le cadeau princier du duc de Bretagne Jean Ier à l’abbaye de Prières qu’il venait de fonder. Les moines cisterciens transformèrent ces terres inutilisables en 32 hectares de marais salants. Cependant, c’est à partir de la fin du XVIIIe siècle qu’ils furent le plus exploités par les paludiers qui avaient acheté les biens de l’abbaye, après la Révolution. En effet, ces marais n’apparaissent dans les sources graphiques qu’à partir de cette date. 
Le sel était une denrée particulièrement recherchée en Bretagne pendant l’ancien régime. En effet, la gabelle, taxe sur le sel prélevée par le roi, n’existait pas en Bretagne, « pays de franc salé » qui en était exempté. Dans les régions voisines, comme l’Anjou, « pays de grande gabelle », le prix du sel était multiplié jusqu’à vingt fois. Cette inégalité fut à l’origine d’une fraude intense organisée par les faux sauniers. Ces contrebandiers achetaient leur sel en Bretagne et, sous couvert d’une fausse profession, allaient le revendre dans les pays de grande gabelle, faisant ainsi un bénéfice substantiel, tout en courant le risque d’être envoyés aux galères. 
La Révolution abolit la gabelle et rend le sel plus accessible aux moins fortunés. Mais en 1806, pour financer ses campagnes militaires, Napoléon rétablit un impôt qui frappe « le seul assaisonnement du pauvre ». Même si le territoire français est taxé à même hauteur, cette mesure n’interrompt pas le trafic qui reprend de plus belle. Les fraudeurs déferlent sur les salines de Billiers pour s’emparer de sacs de sel. La caserne de douane, installée à l’entrée de la pointe de Pen Lan, ne ralentit guère le trafic. Les gabelous (surnom resté aux douaniers malgré l’abolition de la gabelle) tentent de s’y opposer sans grand succès. Ils effectuent dans ce but des tournées à cheval ou à pied par les chemins « douaniers ». Ils disposent aussi d’une patache mouillée dans le port. En septembre 1806, trafiquants et douaniers s’opposent dans les marais, occasionnant la mort d’un tailleur de Le Guerno venu s’emparer de quelques « godelées » de sel et l’arrestation de trois autres voleurs, relâchés quelques jours plus tard.
Les marais salants de Billiers étaient réputés pour leur sel, mais aussi pour leurs vertus curatives. Un texte de 1892 indique que la route menant à la côte était occupée presque entièrement par des lagunes à sel. Des marais renommés les continuent : on nous a affirmé que leur herbe salée guérit plusieurs des maladies qui ont frappé les chevaux et le bétail et que de très loin on y envoie les animaux souffrants ou débiles.
L’industrie du sel a perduré à Billiers jusque dans les années 1930. Victimes de la concurrence des salins du Midi et de l’importation, les paludiers ont cessé d’entretenir les salines qui ont peu à peu disparu, comme à Ambon et Guérande.

### La Seconde Guerre mondiale
Pendant la Seconde Guerre mondiale, alors que ses troupes sont concentrées sur la frontière de l’Est, Adolf Hitler décide la construction d’un rempart à l’Ouest qu’il veut infranchissable. En effet, l’état-major allemand redoute un débarquement des troupes alliées, qui contraindrait l’armée du Reich à se désengager du front russe. Dès 1941, le Führer évoque son projet de « Mur de l’Atlantique » dont il confie la réalisation à Fritz Todt, ingénieur des ponts et chaussées, créateur de la Ligne Siegfried, qui dirige une organisation paramilitaire, indépendante de l’armée, ne rendant compte qu’à Hitler. Ses besoins en main d’œuvre sont énormes et des milliers de travailleurs sont employés à la construction de ce système de fortifications côtières (1 500 000 hommes en 1944) : volontaires, ouvriers du Service du travail obligatoire (STO), prisonniers et déportés y travaillent, parfois dans des conditions inhumaines, pour aboutir à une ligne qui devra constituer une barrière inabordable depuis la mer.
Dans un premier temps, l’artillerie de marine allemande occupe les anciens postes de garde du littoral atlantique. Dans l’embouchure de la Vilaine, ce sont les postes de Kervoyal (Damgan), Pen Lan (Billiers) et le Halguen (Pénestin). 
Les premiers travaux portent, entre 1941 et 1943, sur les ports de Brest, Lorient et Saint-Nazaire avec la construction de bases de sous-marins – les U-Boote – qui assurent la domination de la marine allemande sur l’Atlantique. Hitler considère ces ports comme de premier ordre dans son système de défense du littoral ; ils devront être défendus jusqu’au dernier homme.
Une fois ces bases établies, reste à compléter le dispositif par l’érection de milliers d’ouvrages bétonnés. Ainsi, le Mur de l’Atlantique, long de plus de 4 000 kilomètres entre l’extrême nord de la Norvège et la Bidassoa, fleuve côtier frontalier entre la France et l'Espagne, engloutit en deux ans près d’un million de tonnes d’acier et quinze millions de mètres cubes de béton.
La Vilaine ne fait pas exception aux travaux réalisés par l’organisation Todt. À Pen Lan, ceux-ci portèrent sur toute la pointe qui fut recouverte de constructions diverses. Un rapport conservé au Service historique de la Défense indique que l’embouchure de la Vilaine est marquée au Nord par la pointe de Penlan sur laquelle est érigé un phare. Entre la maison du gardien et l’extrémité sud, un ouvrage défensif borde le rivage (il s’agit certainement du corps de garde et de sa poudrière). Deux zones principales de fortifications apparaissent à Pen Lan. On peut ainsi distinguée une zone correspondant au domaine de rochevilaine actuel et une autre sous une villa à l'opposé par rapport au phare, et qui fut la maison de Charles Geniaux. 
-La Zone du Domaine de Rochevilaine :
Pour comprendre la structure défensive de Penlan au domaine de Rochevilaine, il faut revenir en arrière. La famille de Saint-Quentin, propriétaire des lieux en 1921, parle d’un souterrain conduisant de la mer au phare en passant sous l’actuel domaine de Rochevilaine. Ce souterrain était utilisé par les contrebandiers afin de ne pas être repéré par les douaniers postés dans le bâtiment encore présent derrière l’ancien celtique hôtel à l’entré de la presqu’ile. Ce souterrain est partiellement effondré au niveau du phare. Les Allemands vont réutiliser ce souterrain encore visible à ce jour.
Quand les Allemands prennent possession du lieu, il existe donc la maison carrée à l’emplacement de l’ancien fort, qui leur servira de logement et les anciennes fortifications entourent ce lieu. Ils vont accoler au souterrain un regelbau de type r 501b qui est un abri antiaérien avec salle de réunion, lit amovible, système de chauffage, et ventilation anti-gaz. Le souterrain est de plus bétonné en 1943.
Un ob Flak fk 235 surmontant un mg stand se trouve au bout du souterrain tournés vers l’entrée de la vilaine, ainsi qu’une pillbox. Il recevait un canon antiaérien de 7.5.
Un mg stand tourné vers la mer, encore visible à ce jour dans la maçonnerie côté mer, et sous l’actuelle cuisine, complète l’ensemble.
Un regelbau 667 b équipé d’un canon de 5 cm était tourné vers la pointe de Kervoyal et en protégeait la baie jusqu’à betahon. Ce bunker a été dynamité par le docteur Liegeois pour laisser la place à l’actuelle piscine.
Un deuxième 667 b est tourné vers l’entrée de la vilaine, et a peu à peu disparu dans la maçonnerie de Henris Dresch, même si le dessin du jardin en laisse encore deviner la forme.
Son toit est actuellement sous le gazon du jardin de Rochevilaine.
-La Zone de la villa :
La villa réquisitionnée par l’occupant a été très fortifiée. Jusqu’à la fin des années 50, les tranchées sont encore visibles. À l’époque, cette maison ne présentait que le corps de bâtiment que l’on voit tourné vers la mer. Cette propriété a servi de logement aux Allemands et ils ont fortifié l’ensemble.
Un geschutztellung était présent devant le front de mer, il s’agit d’une plateforme non fortifiée destinée à un canon de 75 Mle 1905 TR ('TR' = Tir Rapide) fut d'abord acheté à la société Krupp, avant d’être assemble sous licence par les ateliers Cockerill de Liège, avec des pièces venant de Krupp, et des tubes fabriqués à Liège. Ce canon subira des modifications entre les deux guerres dont l’articulation de la flèche afin de permettre de tirer à plus grande élévation : c’est la version TRA (A pour articulé). De cet emplacement, il subsiste les bacs de refroidissement sur le chemin des douaniers. Ces bacs, remplis d’eau, servaient à refroidir le canon en le démontant et en le plongeant dans l'eau. Les Allemands s’en servaient aussi pour abreuver les chevaux. Cet emplacement est accolé à un reglebau de tyoe134 ou dépôt à munition, composé de deux chambres de stockage et d'un couloir à 90° pour protéger son stock d un tir d’aviation. Un abri à canon de l’autre côté de la villa avec son entrée tournée vers le port permettait de mettre rapidement ce canon à l’abri lors de bombardement. D'autres bunkers sont présents dans cette zone mais le manque d'information sur ceux-ci et le fait qu'ils aient été comblés...
Un vaste réseau de tranchées parte de cette villa vers de petites fortifications plus légères le long de la falaise en allant vers le port.
Le tobrouk, ce petit bunker individuel, appelé Ringstand en allemand, a hérité de son surnom après le siège de Tobrouk par Rommel. C’est un petit abri ouvert sur l'extérieur dans la partie supérieure par un trou. Il est servi par deux personnes généralement équipés de mitrailleuses MG 34 ou MG 42.
Les tobrouks peuvent également être modifiés, afin de permettre l'installation d'une tourelle de char de modèles anciens, ou de prises de guerre. L'armement de ces dernières est le plus souvent modifié par l'intégration de matériel allemand.
La présence de carcasses de char Renault f1 à Billiers, il ne faut pas oublier que malgré la tentative de réhabilitation de la famille Renault, la collaboration des usines a fourni « sous réquisitions » ces chars à l’occupant. Les Chars Renault de Billiers ont perdu leurs tourelles, ce qui pose l'hypothèse de l'utilisation de celle-ci sur les fortifications le long du chemin des douaniers. Ces tobrouks sont très difficiles à prendre par l’ennemi car ils présentent la particularité de pouvoir tirer à 360°.
L’entrée de ce petit Tobrouk présente un petit support de béton avec des arceaux métalliques, aujourd’hui coupés qui permettaient d’accrocher un filet de camouflage au dessus de l’entrée et de la tranchée qui partait vers un bunker plus imposant en retrait. Ce tobrouk orienté vers la mer permet à la fois de tirer vers la mer, l’entrée du port et son chenal et surtout protège l'ensemble fortifié qui se trouve derrière. Il permet aussi d’observer la mer avec une vue très dégagée.
Le Mg Stand enfoui dans le chemin il devait être accolé à une tranchée venant du bunker qui se trouve juste derrière, devant la villa. Cette tranchée devait être recouverte d un filet de camouflage qui la cachait des avions survolant la zone, on peut d’ailleurs voir deux crochets métalliques vestiges des fixations de ce filet. Cet ouvrage ne respecte pas de plan particulier de l’organisation Todt, souvent improvisé en fonction du lieu. Il permet la protection, mais sous un angle bien défini car sa fenêtre de tir le limite.
Ob Flak :
Cette ob Flak n’existe aujourd’hui plus, mais on en voit encore la trace. Devenu dangereux car instable à cause de l’érosion, il a été poussé dans le vide puis détruit par la mairie de Billiers. Il prenait la place d'une tranchée en bois dans les années 1940.
-Les systèmes défensifs Légers de Billiers :
Le 21 octobre 1941, l'armée occupante déclare la zone côtière interdite. Désormais, cette mesure s’applique à tous les civils. Seuls les résidents peuvent s'y rendre, les autres doivent impérativement obtenir un Ausweis. Avec la construction du « mur de l'Atlantique » à partir de 1942, il n'est plus question pour les estivants d'accéder aux plages du Morbihan. À de rares exceptions, le tourisme se restreint dès lors à l'intérieur du département. Billiers fait partie de cette zone, contrairement à Muzillac qui pourtant présente une zone côtière.
Pour compléter le système fortifié, l’armée de l’occupant a utilisé massivement des moyens visant à ralentir toute tentative de débarquement ou d’encerclement par les terres.
Les hindernisplattenpfahl, ou piquets à barbelés sont très présents le long de la falaise et si on observe au sol dans la roche, des morceaux apparaissent encore coupés et rongés par la rouille. Des morceaux sont aussi présents en meilleur état dans la vasière devant la falaise. Ces piquets laissent penser que les parties non fortifiées étaient renforcées par un gros réseau de barbelés. Des pieux galvanisés sur plateaux aussi utilisés ont bien résisté à l’attaque de l’eau salée. On retrouve ces barbelés jusqu’au Moustoir.
Les tétraèdres utilisés sont des modèles à 6 éléments de béton. Ce modèle de tétraèdre anti-débarquement a une caractéristique particulière : il était conçu pour recevoir sur sa "tête" une mine plate ayant la forme d'une assiette de la série des Tellermines qui à l'origine avait un usage anti-char. Une pression de 100 kg déclenchait la mise à feu. Les barges de débarquement (embarcations à fonds plats transportant les troupes) cognaient et se déchiraient sur le tétraèdre en explosant. Un de ces tétraèdres est encore présent à Billiers réutilisé en élément de maçonnerie après la guerre par un ostréiculteur pour créer un parc au pied de la falaise. On peut encore en apercevoir des éléments qui se détachent des murets du parc aujourd’hui abandonné. Vous en verrez aussi si vous y prenez garde comme soutiens des portillons des villas de vacance de la pointe.
Les tellermines   étaient donc à la fois présentes sur les tétraèdres, mais les Allemands ont aussi organisé deux vastes champs de mines pour piéger la presqu’ile.
Ainsi, le dispositif, complété par les fortifications de Damgan et de Pénestin, formait un rempart redoutable, matériellement parlant, puisque les troupes disposées tout au long du Mur de l’Atlantique n’étaient guère à l’avenant. En effet, ne souhaitant pas dégarnir le front russe, l’état major allemand envoyait surtout des troupes peu aguerries (soldats âgés, jugés inaptes au combat des unités mobiles, étrangers enrôlés dans la Wehrmacht…).
Aujourd’hui, les constructions du Mur de l’Atlantique tendent à disparaître. Même si elles sont jugées inesthétiques sur nos côtes, elles constituent tout de même un jalon de notre histoire que l’érosion et les aménagements touristiques grignotent peu à peu. À Pen Lan, quelques-unes ont été conservées. Visibles le long du chemin côtier, elles le sont moins sur le site du domaine de Rochevilaine. Pourtant, elles sont bien là. Dans les souterrains où les trafics de toute sorte avaient lieu, se cache une casemate où, pendant la guerre, dix hommes surveillaient le littoral et où, désormais, reposent des grands crus classés.

### D'Henri Dresch à Bertrand Jaquet, le Domaine de Rochevilaine
Au lendemain de la Seconde Guerre mondiale, la pointe de Pen Lan a perdu tout attrait. Abandonnée, elle sert de décharge. Pourtant, l’industriel Henri Dresch, fondateur de la société Dresch Motors et armateur à Lancieux dans les Côtes-d'Armor en tombe amoureux. Il possède l’île Dumet, à quelques encablures de la côte billiotine et remarquant les rochers de Roche-Vilaine, les achète entre 1950 et 1955. Il entame des travaux de remise en valeur avec construction de chambres d’hôtes et d'un petit restaurant saisonnier, l’Auberge de Pen Lan.

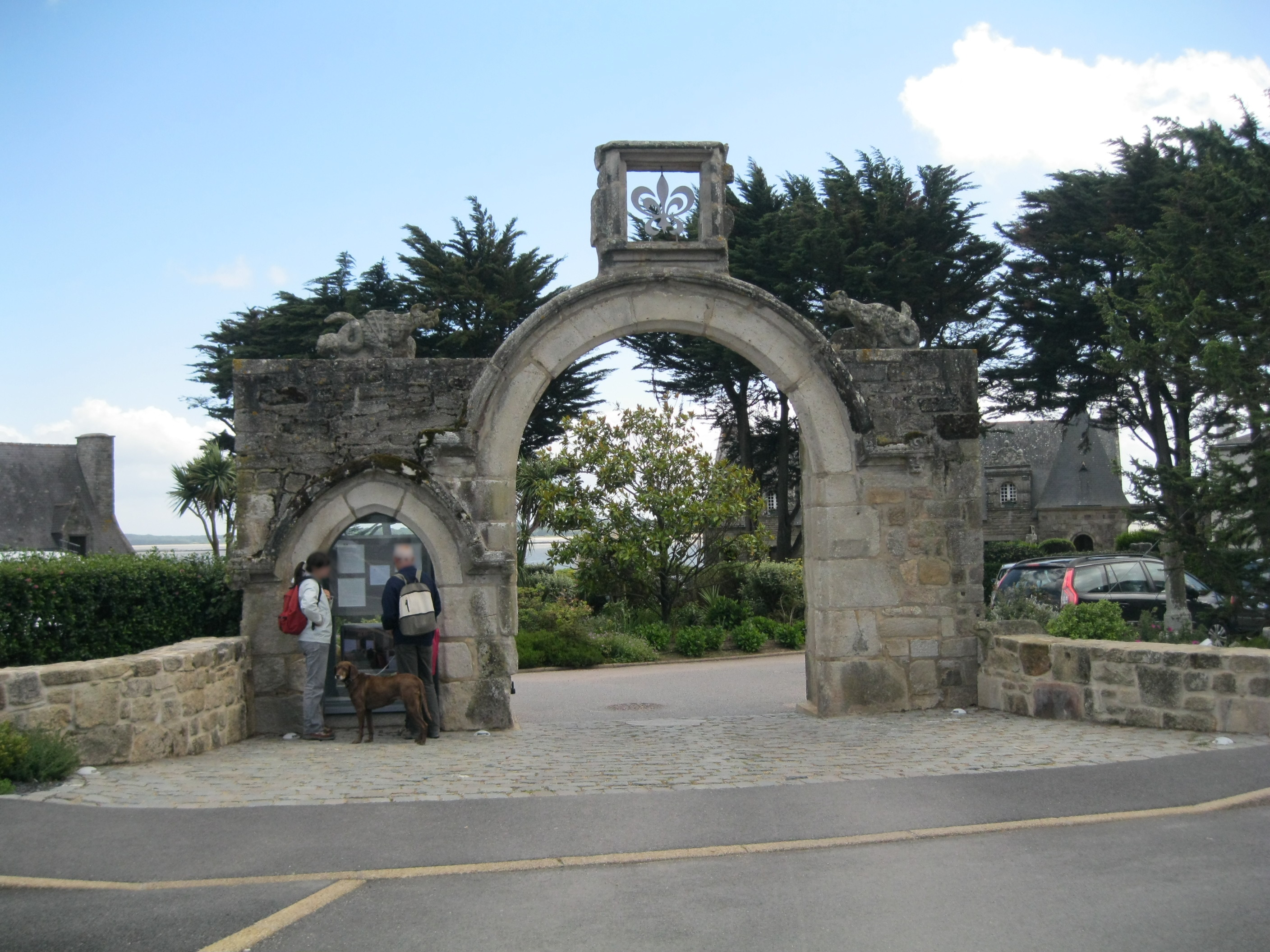
Le portail du domaine de Rochevilaine.

Pendant les travaux de terrassement, Dresch découvre une pierre sculptée enterrée dans le sol qui évoque la représentation d’une déesse carthaginoise de l’Antiquité. Fervent collectionneur de pierres anciennes, il en assure la restauration et l’installe sur le site. Cette pièce inaugure la venue de nombreux objets que le nouveau propriétaire des lieux rassemble autour du corps de garde créant ainsi un musée lapidaire à ciel ouvert : statues, pierres sculptées, puits, fonts baptismaux, cheminées, portes, lucarnes, fontaine, calvaire, ossaria... Ne se limitant pas à des pièces de petit format, Dresch démonte et transporte des manoirs entiers qu’il fait reconstruire à Pen-Lan : le manoir Renaissance et le manoir des Cardinaux sont intégralement rebâtis. Un portail monumental, dit « de la Vérité », est remonté à l’entrée du complexe hôtelier qui s’est agrandi et auquel a été donné le nom de « Domaine de Rochevilaine ». 
Aujourd’hui, le Domaine de Rochevilaine est entre les mains de Bertrand Jaquet. Il possède 34 chambres, 4 suites, un restaurant placé sous la direction du chef Patrice Caillault, un espace aquatique et un spa marin.

## Lieux et monuments

### Mégalithes

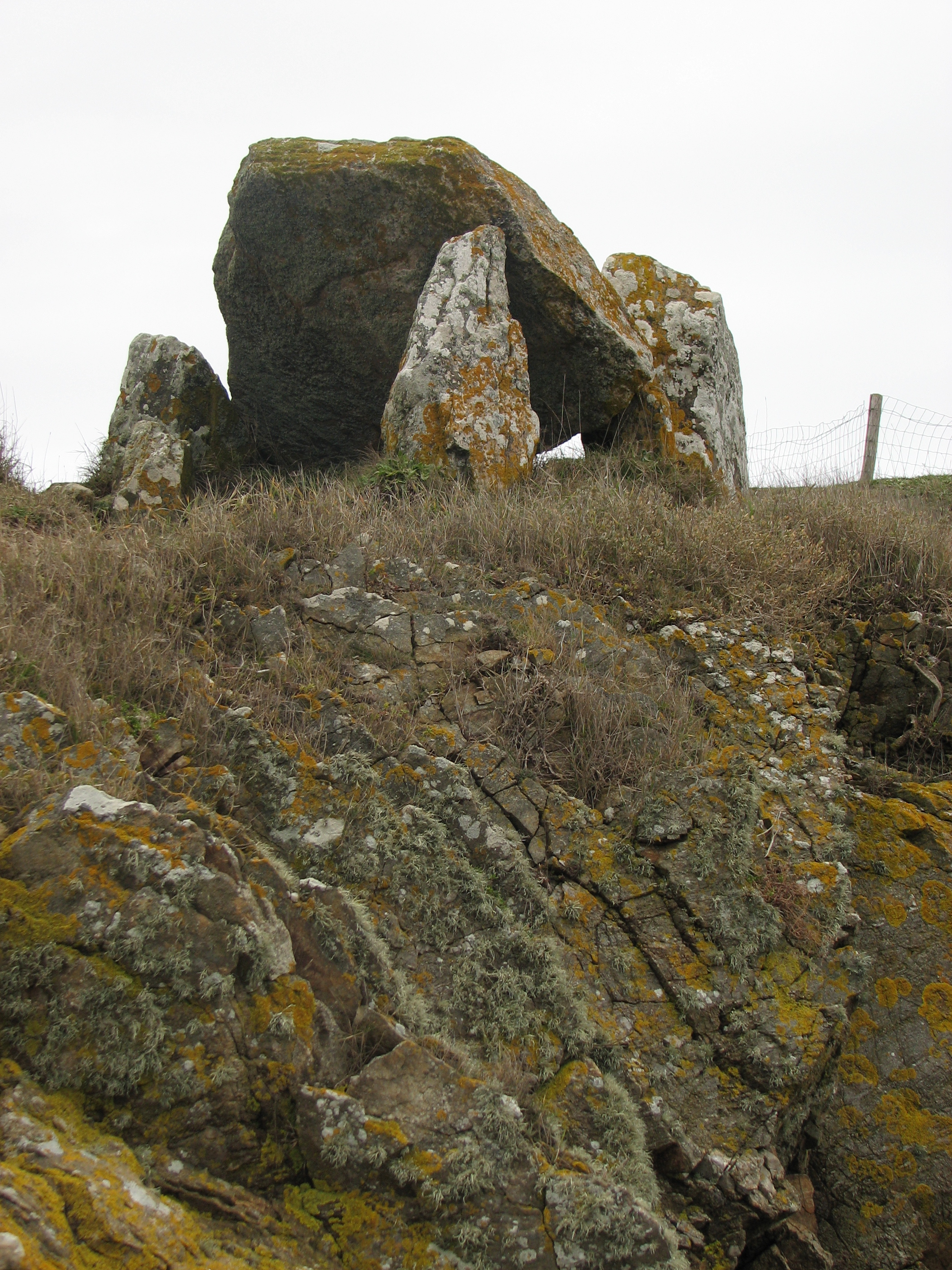
Le dolmen du Crapaud.

- Le dolmen des Granges, surnommé « le Crapaud » à cause de sa ressemblance avec cet amphibien, est classé Monument Historique depuis 1978. Aujourd’hui, il est réduit à sa plus simple expression, c'est-à-dire une grande pierre plate qui, autrefois, reposait horizontalement sur des pierres verticales posées sur champ, composant ainsi une chambre quadrangulaire dont le couloir d’accès a disparu, englouti peu à peu par l’avancée de la mer. Le recul du littoral étant estimé à une dizaine de mètres depuis l’époque néolithique, ce couloir pouvait donc avoir une longueur assez importante (en général, de moins de deux mètres jusqu’à plus de treize mètres pour le tumulus de Gavrinis). Désormais, son aspect primitif est donc difficile à déterminer.

- Le dolmen des Grays est plus remarquable puisque mieux conservé et de ce fait, mieux connu. Inscrit à l’Inventaire Général des Monuments Historiques dès 1934, il faut attendre une intervention de la municipalité pour qu’il soit dégagé de sa gangue de ronces et d’herbes folles, puis remis en valeur. Parfois qualifié de tumulus, il se composait de trois dolmens à couloir, avec traces de compartimentage (la chambre funéraire est subdivisée par des cloisons internes), surmontés d’une butte artificielle en pierres – ou cairn –, désormais quasi disparue. Le dolmen des Grays relevait donc du groupe des tombes à chambre subdivisée qui correspondent à une volonté, apparue dès la fin du Ve millénaire av. J.-C., de différencier l'espace funéraire[12] dans le but d’une installation de sépultures multiples. Son diamètre estimé était de 20 à 30 mètres.

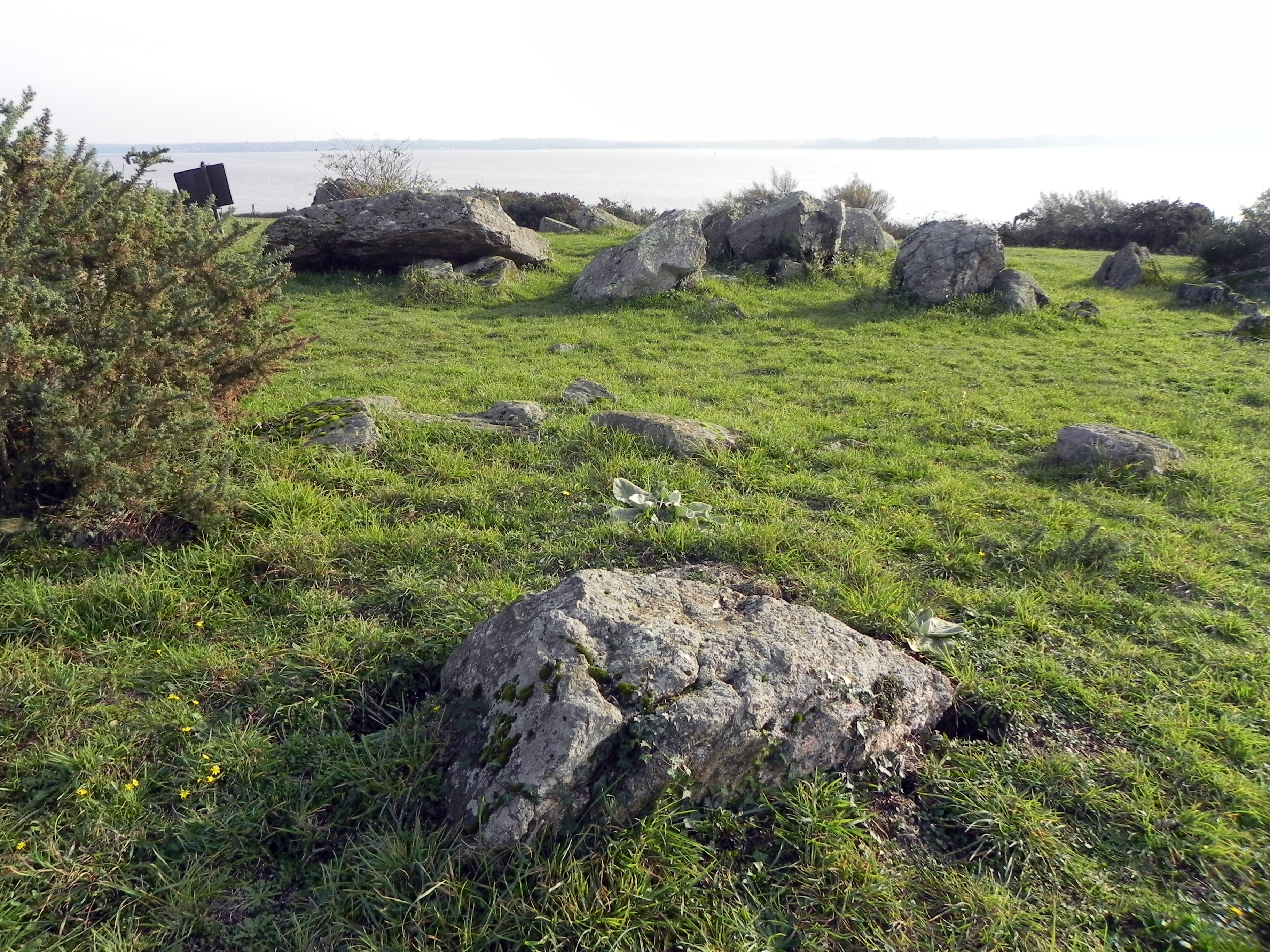
Le cairn des Grays.

De nombreuses légendes circulent à propos des dolmens et autres mégalithes, ceux de Billiers ne faisant pas exception. Tombeau de Merlin en forêt de Brocéliande, légionnaires romains pétrifiés alors qu’ils poursuivaient saint Cornély à Carnac, pourvoyeurs de santé, pierres de la fécondité contre lesquelles les femmes en mal d’enfant se frottaient le ventre, les traditions sont nombreuses autour de ces « pierres levées » dont le culte fut condamné par l’Église. Toutefois, leur christianisation intensive n’a pas empêché la prolifération des fées et lutins qui hantent ces anciennes sépultures. Ainsi, à Noël, si vous passez par la pointe de Pen Lan, n’hésitez pas à suivre les korrigans qui vous mèneront près du Crapaud : à minuit, le dolmen s’ouvrira pour vous révéler les trésors dont il est le gardien. Mais attention ! Au chant du coq, pressez vous de le refermer ou vos richesses se transformeront en poussière. Le dernier à s’y être essayé est parti avec une telle précipitation que la table de pierre en est restée renversée…

### Phare
La pointe de Pen Lan possède un phare construit en 1837. Haut de 18 mètres, il est entièrement automatisé. Sa lumière, fournie par une ampoule halogène et concentrée par une lentille de Fresnel, est blanche pour les bateaux qui sont dans le chenal d’entrée du port, verte quand la navigation est possible, mais avec un tirant d'eau limité, rouge quand la navigation est dangereuse (en raison de la présence de nombreux rochers).
La dernière gardienne du phare, Eulalie Le Marchand, avait en charge, avant l'automatisation, l'entretien de l'optique et la surveillance des feux de Kervoyal, de la Basse-Bertrand et de l'embouchure de la Vilaine.

## Personnalités liées au site

### Georges Cadoudal
C’est pendant la Troisième Chouannerie, dans la nuit du 28 au 29 novembre 1799, que Georges Cadoudal organisa un débarquement d’or, d’armes et de munitions sur la pointe de Pen Lan.

### Capitaine Bégo
Au XIXe siècle, le port de Billiers possédait sa figure locale dont la photo fut reproduite sur des cartes postales. Alexis Bégo, surnommé « le Centenaire », débuta sa vie comme pêcheur au port de Pen Lan et navigua sa vie entière sous toutes les latitudes. Finalement nommé gardien en chef des signaux de côte, il prit sa retraite à 74 ans et se remaria après le décès de sa femme. Arrivé à l’âge canonique de 100 ans, il reçut la visite du préfet, venu l’honorer, et à qui il confia son secret : bien manger, bien dormir, ne pas fumer… Décédé trois ans plus tard, il joua un rôle dans la vente du corps de garde de Pen Lan puisqu’il se chargea d’entamer la procédure au nom du vicomte de Saint-Belin, premier propriétaire civil de ce bâtiment en 1877.

### Vicomte Geoffroy de Saint Belin
Le vicomte Geoffroy de Saint-Belin fut le premier propriétaire civil d’une partie de la Pointe de Pen Lan et un précurseur en ces lieux du tourisme balnéaire. Il s’y fit construire une maison de vacances, à proximité de l’ancien corps de garde abandonné.
C’est en 1875 que le vicomte Geoffroy de Saint-Belin se propose d’acheter le site de Rochevilaine, alors que les bâtiments sont en fort mauvais état. Pourtant, sa demande est repoussée puisque, malgré son utilité douteuse, le corps de garde de Penlan est toujours affecté au service de la guerre. Ce n’est qu’après sa remise aux Domaines par le service du Génie, faite sur ordre du ministre de la guerre, qu’il est enfin vendu le 14 juin 1877. Saint-Belin désire y faire construire une « petite maison », probablement pour y passer des vacances. 
Cette maison, qui apparaît sur les cartes postales les plus anciennes, est une maison carrée à deux niveaux, avec de grandes fenêtres et des cheminées. Sa hauteur a été volontairement limitée à 7,60 mètres pour ne pas gêner la portée du phare de Pen Lan. Plusieurs familles se sont succédé en ces lieux mais, pour une raison inconnue, la maison carrée a longtemps été considérée comme une ancienne caserne de douanes destinée à la surveillance du trafic de sel, et ce, malgré la présence, à l’entrée de la pointe, d’une caserne mentionnée dès 1832. Ses bâtiments, conservés aujourd’hui, à un seul niveau, sont très simples, construits dans le style du pays ; comme le corps de garde, ils ont été la propriété du vicomte de Saint-Belin.

### Henri Dresch
Henri Dresch, industriel fabriquant des motos Dresch, puis armateur à Lancieux dans les Côtes d’Armor, est le fondateur du Domaine de Rochevilaine. Après avoir racheté une partie de la Pointe de Pen Lan, il y a rassemblé tout ce que sa passion des pierres anciennes et autres antiquités lui avait permis d’acquérir pour créer son complexe hôtelier. Sa personnalité remarquable a marqué les esprits et laissé un souvenir impérissable dans la région.

### Bertrand Jaquet
Bertrand Jaquet est un hôtelier-restaurateur. Arrivé à Pen Lan en 1997, il a repris les rênes du Domaine de Rochevilaine pour l’amener à l’excellence. Refaisant la décoration des chambres, suites et autres pièces à vivre, réorganisant l’espace Aqua Phénicia, il a porté le Domaine de Rochevilaine à la hauteur des meilleurs complexes hôteliers[réf. nécessaire].
Amateur d’art, il est l’initiateur des « Printemps de Rochevilaine », exposition d’œuvres d’art organisées tous les ans, à la galerie d’art du Domaine.